# Chrome Dreams
Albums de Neil Young
Long May You Run
(1976) American Stars 'n Bars
(1977)
Chrome Dreams est un projet d'album de Neil Young qui devait sortir en 1977 sous le label Prestige. Il sort finalement le 11 août 2023.

## Historique
Les chansons ont toutes été enregistrées mais ne sont jamais parues, les titres ont été progressivement inclus dans les divers albums qui suivirent.
6 enregistrements originaux restent à ce jour inédits.
La chanson Homegrown fut composée en novembre 1974 pour l'album éponyme. Celui-ci n'a jamais paru.

L'album Chrome Dreams (Rust Edition) semble être une édition pirate fidèle au projet avorté.

## Titres
| No  | Titre                                 | Album où apparaît la chanson | Durée |
| --- | ------------------------------------- | ---------------------------- | ----- |
| 1.  | Pocahontas                            | Rust Never Sleeps, 1979      | 3:24  |
| 2.  | Will To Love                          | American Stars 'n Bars, 1977 | 7:11  |
| 3.  | Star Of Bethlehem                     | American Stars 'n Bars, 1977 | 2:42  |
| 4.  | Like A Hurricane                      | American Stars 'n Bars, 1977 | 8:14  |
| 5.  | Too Far Gone (version inédite)        | Freedom, 1989                | 2:41  |
| 6.  | Hold Back The Tears (version inédite) | American Stars 'n Bars, 1977 | 5:26  |
| 7.  | Homegrown (version inédite)           | American Stars 'n Bars, 1977 | 2:20  |
| 8.  | Captain Kennedy                       | Hawks & Doves, 1980          | 2:55  |
| 9.  | Stringman (version inédite)           | Unplugged, 1993              | 3:32  |
| 10. | Sedan Delivery (version inédite)      | Rust Never Sleeps, 1979      | 5:22  |
| 11. | Powerfinger (version inédite)         | Rust Never Sleeps, 1979      | 3:23  |
| 12. | Look Out For My Love                  | Comes a Time, 1978           | 4:06  |